# 藤原高経
藤原 高経（ふじわら の たかつね）は、平安時代前期の貴族・歌人。藤原北家、権中納言・藤原長良の四男。官位は正四位下・右兵衛督。

## 経歴
右衛門大尉・蔵人を経て、貞観13年（871年）従五位下に叙爵し、翌貞観14年（872年）相模権介に任ぜられ地方官に転じる。甥の陽成天皇が即位した翌年の元慶元年（877年）従五位上に叙せられ、陽成朝では右衛門権佐・左兵衛権佐と武官を歴任。
光孝朝でも左衛門佐と引き続き武官を務め、仁和2年12月（887年1月）には高経の別荘に光孝天皇の行幸があり、まもなく正五位下に叙せられている。仁和3年（887年）宇多天皇の即位に伴い蔵人頭に任ぜられるが、寛平2年（890年）病により蔵人頭を辞任。同年従四位下・右兵衛督に叙任。寛平5年（893年）5月19日卒去。
勅撰歌人として『後撰和歌集』に和歌作品が1首採録されている。

## 官歴
注記のないものは『古今和歌集目録』による。
- 貞観9年（867年） 正月12日：右衛門大尉
- 貞観11年（869年） 正月：蔵人
- 貞観13年（871年） ○月7日：従五位下
- 貞観14年（872年） 2月29日：相模権介
- 元慶元年（877年） 11月21日：従五位上
- 元慶8年（884年） 5月29日：左衛門佐。11月：左兵衛権佐
- 仁和2年（886年） 12月18日：正五位下
- 仁和3年（887年） 3月7日：兼内蔵権頭。8月21日：蔵人頭
- 寛平2年（890年） 正月21日：従四位下。4月18日：右兵衛督
- 時期不詳：正四位下[2]
- 寛平5年（893年） 5月19日：卒去[2]

## 系譜
『尊卑分脈』による。
- 父：藤原長良
- 母：藤原乙春（藤原総継の娘）
- 妻：津守榎井嶋丸の娘
  - 男子：藤原惟岳
- 生母不詳の子女
  - 男子：藤原伊望
  - 男子：藤原斯宗
  - 男子：藤原斯繁
  - 女子：兵衛 - 藤原忠房室
  - 女子：藤原弘蔭室
  - 女子：